# Station Gdynia Cisowa
Station Gdynia Cisowa is een spoorwegstation van voorstadstreinen in de Poolse plaats Gdynia in het Driestad-gebied. Het station werd geopend op 22 december 1997.